# Tarsius dentatus
Tarsius dentatus é uma espécie társio que é endémica da região central de Sulawesi, sendo encontrada do Parque Nacional de Lore Lindu à região de Luwuk. O seu corpo tem um comprimento de 11,5 a 12 cm e uma cauda de 22 cm. Vive em florestas tropicais. Era anteriormente denominado como Tarsius dianae. Esta espécie, descrita pela primeira vez no século XX, tem uma actividade nocturna e alimenta-se de insectos.